# 카리브판
카리브판(Caribbean Plate)은 카리브해 및 중앙아메리카의 일부, 남아메리카 대륙 북부의 일부 지각 및 맨틀 위쪽의 암권을 형성하는 대륙판이다.

## 역사
북아메리카 대륙과 남아메리카 대륙은 분리된 채로 서쪽으로 이동하다가 백악기의 후반에 가장 멀어졌다. 그 후, 양대륙 사이의 지각이 카리브판으로서 분리되었고 양대륙은 반대로 가까워졌다. 최종적으로는 양대륙이 파나마 지협을 사이에 두고 연결되기에 이르렀다.
양대륙이 가까워지는 과정에서 카리브판은 전방향에서 압축되었기 때문에 점차 작아져 갔다. 판 경계 부분에서는 조산운동이 활발하고 많은 섬이나 반도 등이 생겨났다.

## 주변 판과의 관계
엘살바도르에서 코스타리카에 걸친 태평양 기슭은 중앙아메리카 해구의 일부로, 카리브판 아래에 코코스판이 섭입하고 있다. 파나마 남해안은 나스카판과의 경계, 파나마·콜롬비아 국경 지대는 남아메리카판와의 경계이고 충돌형 경계나 변환 단층 등으로 추정되고 있지만 정확하지는 않다.
콜롬비아 북해안에는 카리브판이 남아메리카판 아래에 섭입하는 해구가 형성되어 있다. 아루바 근해 - 카라카스 근해 - 트리니다드토바고 동쪽 바다까지는 확산형 경계이거나 변환 단층으로서, 여기에서도 남아메리카판과 접하고 있다. 소앤틸리스 제도의 동해안은 해구이고 남아메리카판이 카리브판 밑으로 섭입하고 있다. 이에 대한 영향으로 소앤틸리스 제도의 여러 화산이 활동하고 있다.
앤티가 바부다 부근은 북아메리카판과의 경계가 된다. 이 부근에서는 대앤틸리스 제도 북해안의 푸에르토리코 해구와 남해안의 해구 중 어느 쪽이 판의 경계인지 논의되고 있지만 정해지지는 않았다. 쿠바 남해안의 서쪽은 케이만 해구(변환 단층)가 경계를 이루고 있음을 알 수 있다. 케이만 해구는 과테말라에 이르면 확산형 경계로 바뀌어 중앙아메리카 해구까지 이어지고 있다.

## 같이 보기
- 2010년 아이티 지진
- 고나브 미판
- 파나마판